# Regeringen Jakobsdóttir I
Regeringen Katrín Jakobsdottír var Islands regering mellan 30 november 2017 och 28 november 2021. Det var en koalitionsregering bestående av Självständighetspartiet, Vänsterpartiet – de gröna och Framstegspartiet. Statsminister var Katrín Jakobsdóttir. Regeringen hade majoritet i parlamentet Alltinget efter bildandet följande valet 2017. Ministären bestod av elva personer. Fem var från Självständighetspartiet, medan Vänsterpartiet – de gröna och Framstegspartiet innehade tre statsrådsposter vardera.
Efter valet 2021 avgick regeringen för att senare ersättas med en ny version bestående av samma partier med Katrín Jakobsdottír som regeringschef.

## Ministären
* Statsminister eller departementschef
| Titel                                        | Namn                 | Namn                                | Tillträdde           | Avgick               | Parti                 |                      |                      |                      |                      |
| Statsrådsberedningen                         | Statsrådsberedningen | Statsrådsberedningen                | Statsrådsberedningen | Statsrådsberedningen | Statsrådsberedningen  | Statsrådsberedningen | Statsrådsberedningen | Statsrådsberedningen | Statsrådsberedningen |
| -------------------------------------------- | -------------------- | ----------------------------------- | -------------------- | -------------------- | --------------------- | -------------------- | -------------------- | -------------------- | -------------------- |
| Statsminister                                |                      | Katrín Jakobsdóttir                 | 30 november 2017     | 28 november 2021     | Vinstrihreyfingin     |                      |                      |                      |                      |
| Justitiedepartementet                        |                      |                                     |                      |                      |                       |                      |                      |                      |                      |
| Justitieminister                             |                      | Sigríður Á. Andersen                | 30 november 2017     | 14 mars 2019         | Sjálfstæðisflokkurinn |                      |                      |                      |                      |
| Justitieminister                             |                      | Þórdís Kolbrún R. Gylfadóttir (tf.) | 14 mars 2019         | 15 september 2019    | Sjálfstæðisflokkurinn |                      |                      |                      |                      |
| Justitieminister                             |                      | Áslaug Arna Sigurbjörnsdóttir       | 15 september 2019    | 28 november 2021     | Sjálfstæðisflokkurinn |                      |                      |                      |                      |
| Utrikesdepartementet                         |                      |                                     |                      |                      |                       |                      |                      |                      |                      |
| Utrikesminister                              |                      | Guðlaugur Þór Þórðarson             | 30 november 2017     | 28 november 2021     | Sjálfstæðisflokkurinn |                      |                      |                      |                      |
| Välfärdsdepartementet                        |                      |                                     |                      |                      |                       |                      |                      |                      |                      |
| Social- och jämställdhetsminister            |                      | Ásmundur Einar Daðason              | 30 november 2017     | 28 november 2021     | Framsóknarflokkurinn  |                      |                      |                      |                      |
| Hälsominister                                |                      | Svandís Svavarsdóttir               | 30 november 2017     | 28 november 2021     | Vinstrihreyfingin     |                      |                      |                      |                      |
| Finansdepartementet                          |                      |                                     |                      |                      |                       |                      |                      |                      |                      |
| Finansminister                               |                      | Bjarni Benediktsson                 | 30 november 2017     | 28 november 2021     | Sjálfstæðisflokkurinn |                      |                      |                      |                      |
| Utbildnings och kulturdepartementet          |                      |                                     |                      |                      |                       |                      |                      |                      |                      |
| Utbildnings-, forsknings- och kulturminister |                      | Lilja Dögg Alfreðsdóttir            | 30 november 2017     | 28 november 2021     | Framsóknarflokkurinn  |                      |                      |                      |                      |
| Miljödepartementet                           |                      |                                     |                      |                      |                       |                      |                      |                      |                      |
| Minister för miljö och naturresurser         |                      | Guðmundur Ingi Guðbrandsson         | 30 november 2017     | 28 november 2021     | Vinstrihreyfingin     |                      |                      |                      |                      |
| Närings och innovationsdepartementet         |                      |                                     |                      |                      |                       |                      |                      |                      |                      |
| Närings och turistminister                   |                      | Þórdís Kolbrún R. Gylfadóttir       | 30 november 2017     | 28 november 2021     | Sjálfstæðisflokkurinn |                      |                      |                      |                      |
| Fiskeminister och jordbruksminister          |                      | Kristján Þór Júlíusson              | 30 november 2017     | 28 november 2021     | Sjálfstæðisflokkurinn |                      |                      |                      |                      |
| Infrastruktur och kommundepartementet        |                      |                                     |                      |                      |                       |                      |                      |                      |                      |
| Infrastrukturminister och kommunminister     |                      | Sigurður Ingi Jóhannsson            | 30 november 2017     | 28 november 2021     | Framsóknarflokkurinn  |                      |                      |                      |                      |